# Músculo supinador
El músculo supinador, también llamado supinador corto para diferenciarlo del supinador largo (braquirradialis) es un músculo ancho, dispuesto alrededor y sobre la cara lateral del codo y la parte superior del antebrazo. Se extiende desde el epicóndilo lateral y el cúbito hasta el radio.

## Inserciones
Se realiza por dos fascículos: humeroradial y radioulnar (cubitoradial)

### Fascículo humeroradial
Se inserta en la parte inferior del epicóndilo lateral del humero por un haz subyacente a los tendones de origen de los músculos extensor radial largo y radial corto del carpo y del extensor común de los dedos y en el ligamento colateral externo de la articulación del codo.

### Fascículo radioulnar (cubitoradial)
Se inserta debajo de la incisura radial de la ulna (cavidad sigmoidea menor) hasta una cresta saliente que lo separa de la superficie del ancóneo.

### Cuerpo muscular
Así constituido se dispone en dos planos de diferente dirección: una lámina superficial con fibras verticales y oblicuas abajo y medialmente, y una lámina profunda constituida por fibras de dirección transversal que pasan detrás del radio y contornean su cuello.

### Inserción radial
Las fibras así dispuestas terminan en la cara anterior del radio, arriba, lateral y debajo de la tuberosidad del radio, hasta la raíz inferior de esta tuberosidad. Se extiende desde el ligamento anular del radio, por arriba, hasta la inserción del pronador redondo por abajo.

## Relaciones
Por su cara cóncava cubre la parte anterolateral de la articulación del codo y radioulnar proximal, así como el tercio superior del radio. Su cara convexa está cubierta atrás y lateralmente por los dos músculos extensores radiales largo y corto del carpo, el extensor común de los dedos, el extensor propio del 5° dedo, el extensor cubital posterior, y el braquioradial (supinador largo). Pero la relación más importante del cuerpo muscular del supinador la constituye la travesía del músculo por la rama posterior o motora del nervio radial, que se sitúa entre los dos fascículos constitutivos del músculo en un trayecto oblicuo de arriba hacia abajo, de adelante hacia atrás y de lateral a medial.

## Inervación
Proviene de la rama profunda del nervio radial, durante su pasaje en el músculo (C6)

## Vascularización
Se realiza por los elementos del círculo periarticular lateral del codo, arterias recurrentes radiales, anterior y posterior y arteria interósea posterior.

## Acción
Su contracción hace girar al radio de medial a lateral. Asegura solo la supinación y el bíceps braquial añade su acción cuando el movimiento exige fuerza.